# Eriocaulon komarovii
Eriocaulon komarovii är en gräsväxtart som beskrevs av Nikolai Nikolaievich Tzvelev. Eriocaulon komarovii ingår i släktet Eriocaulon och familjen Eriocaulaceae. Inga underarter finns listade i Catalogue of Life.